# Diocesi di Tebe di Ftiotide
La diocesi di Tebe di Ftiotide (in latino: Dioecesis Thebana in Phtiotide) è una sede soppressa e sede titolare della Chiesa cattolica.

## Storia
Tebe di Ftiotide, nei pressi della città di Nea Anchialos, è un'antica sede vescovile della provincia romana della Tessaglia in Grecia, suffraganea dell'arcidiocesi di Larissa. Come tutte le sedi episcopali della prefettura dell'Illirico, fino a metà circa dell'VIII secolo la diocesi di Tebe era parte del patriarcato di Roma; in seguito fu sottoposta al patriarcato di Costantinopoli.
Michel Le Quien attribuisce a questa diocesi cinque vescovi. Cleonio (o Cleonico) prese parte al primo concilio ecumenico celebrato a Nicea nel 325. Mosco partecipò al concilio di Sardica. Dione fu tra i padri del concilio di Efeso nel 431. Il nome di Elpidio appare in una lettera del suo metropolita Stefano di Larissa a papa Bonifacio II nel 531 circa. Adriano infine visse al tempo di Gregorio Magno. Secondo lo stesso Le Quien, Tebe non si trova menzionata in alcuna antica Notitia Episcopatuum. Gli scavi archeologici hanno permesso di stabilire i nomi di altri due vescovi, attribuiti al VI secolo, Epifanio e Pietro.
Numerosi sono gli edifici ecclesiastici riportati alla luce dagli scavi archeologici. Tra questi sono da menzionare: la basilica di Haghios Dimitrios, santo il cui nome appare in un mosaico nei resti del battistero; la basilica del vescovo Elpidio, il cui nome è stato riportato alla luce negli scavi del 1930; la basilica cimiteriale, databile al V o VI secolo; la basilica del Martirio, dove è stata scoperta un'iscrizione con la data del 431, probabilmente l'anno della sua edificazione. La basilica dell'arciprete Pietro, la più grande e la più ricca in decorazioni fra quelle riportate alla luce a Tebe, è stata identificata con la cattedrale diocesana; il nome della basilica si ricava da un'iscrizione musiva e si riferisce all'ecclesiastico che riparò l'edificio sacro sul finire del VI secolo. Nei pressi della basilica dell'arciprete Pietro è stato rinvenuto un complesso di locali, identificato con il palazzo episcopale.
Dal XVI secolo Tebe di Ftiotide è annoverata tra le sedi vescovili titolari della Chiesa cattolica; la sede è vacante dal 15 dicembre 1989. Le fonti associano a questa sede la sede titolare Almirensis o Halmyrensis.

## Cronotassi

### Vescovi greci
- Cleonio (o Cleonico) † (menzionato nel 325)
- Mosco † (menzionato nel 343/344)
- Dione † (menzionato nel 431)
- Elpidio † (menzionato nel 531 circa)
- Adriano † (al tempo di papa Gregorio I)
- Epifanio † (circa VI secolo)
- Pietro † (circa VI secolo)

### Vescovi titolariAlmirensis
- Georg Riedl † (15 gennaio 1561 - 21 giugno 1566 deceduto)[5]
- Johann Deublinger † (20 ottobre 1570 - 7 giugno 1576 deceduto)[5]
- Johann Baptist Pichlmair † (15 maggio 1579 - 30 settembre 1604 deceduto)[5]
- Ottavio Albioso † (19 marzo 1584 - ?)
- Stephan Nebelmair † (27 febbraio 1606 - 3 dicembre 1618 deceduto)[5]
- Otto Heinrich Pachmair (Bachmaier) † (28 luglio 1622 - 27 settembre 1634 deceduto)[5]
- Camillo Adriani † (16 maggio 1639 - ?)
- Sebastian Denich † (3 ottobre 1650 - 6 dicembre 1671 deceduto)[5]
- Kasper Trzemeski † (30 agosto 1660 - 1665 deceduto)
- Jan Buzeński † (7 marzo 1667 - 1674)
- Paul Aussem † (19 ottobre 1676 - 24 novembre 1679 deceduto)
- Jean-François Hubert † (14 giugno 1785 - 12 giugno 1788 succeduto vescovo di Québec)
- Andreas Joseph Fahrmann † (29 marzo 1790 - 6 febbraio 1802 deceduto)
- Wenzeslaus Ignaz von Deym † (26 marzo 1804 - 9 settembre 1816 deceduto)
- Gaetano Carli, O.F.M.Cap. † (23 agosto 1842 - 11 dicembre 1887 deceduto)
- Johannes Baptista Sproll † (3 marzo 1916 - 29 marzo 1927 nominato vescovo di Rottenburg)

### Vescovi titolariThebanae in Phtiotide
- Henri Vielle, O.F.M. † (20 giugno 1927 - 7 maggio 1946 deceduto)[6]
- Francisco Santos Santiago, P.I.M.E. † (12 marzo 1950 - 25 dicembre 1957 deceduto)
- Alfonso Hoefer (Höfer) Hombach, C.M. † (7 gennaio 1958 - 15 dicembre 1989 deceduto)